# Ludwig Uhland
Johann Ludwig Uhland (Tübingen, 1787. április 26. – Tübingen, 1862. november 13.) német költő, irodalmár, jogász és politikus volt.

## Élete
Uhland neves jogász családból származott. Tübingenben járt egyetemre 1801-től 1808-ig, majd tanulmányai befejezte után ott lett ügyvéd. Mindeközben szenvedélyesen verselt és mélyrehatóan foglalkozott a középkori német irodalommal illetve népköltészettel. Justinus Kerner és Varnhagen von Ense barátaival kézzel írott újságot terjesztenek "Sonntagsblatt für ungebildete Stände" (Vasárnapi lap műveletlen rétegeknek) címen, ez ironikus tiltakozás a "Morgenblatt für gebildete Stände" (Reggeli lap művelt rétegeknek) ellenében. 1810-ben Prágába és Párizsba látogat, hogy középkori német és francia kéziratokat tanulmányozzon. 
Első verseskötete Vaterländische Gesänge (Dalok hazámnak) hatalmas siker lett, több mint negyven kiadást élt meg és Heinrich Heine Buch der Lider (Dalok könyve) mellett a 19. század legolvasottabb, legkeresettebb költőjévé tette. Uhland a stuttgarti székhelyű württembergi igazságügyi minisztérium államtitkára lett, de megbotránkozott az ott tapasztalt visszásságokon, az államhatalom önkényes jogértelmezésén és nem tette le a hűségesküt, mert a württembergi király hatályon kívül helyezte az alkotmányt. 1819-ben beválasztották a württembergi parlamentbe (Landtag) és ezt követően hét évig volt képviselő. De újra csalódnia kellett, mert a képviselőház gyakorlatilag semmilyen hatalommal nem rendelkezett. 1822-ben jelent meg könyve Walther von der Vogelweide költészetéről (ez volt az első könyv a középkori költőről), később antológiát jelentetett meg Alte hoch- und niederdeutsche Volkslieder (Régi fel- és alnémet népdalok) címmel. 1829-ben a württembergi egyetem irodalom professzora lett, de 1833-ban távoznia kellett, mert az ellenzéket képviselő professzoroknak megtiltották az egyidejű tanítást és politizálást. Az 1848-as német forradalom után újra visszatért a politikai életbe, a frankfurti parlamentben újra képviselő lett, beszédet tartott a császárság intézménye ellen, védelmébe vette a forradalmárokat, de az első német demokrácia-kísérlet újra csak csalódást jelentett számára. 
Uhland élete végéig hű maradt ideáljaihoz; odaítélték neki a legmagasabb porosz állami kitüntetést, a Pour le Mérite díjat, amelyet a következő indoklással elutasított: „[Er möchte nicht, dass er mit seinen] literarischen und politischen Grundsätzen [...] in unlösbaren Widerspruch [gerät].” (Nem szeretne irodalmi és politikai meggyőződésével feloldhatatlan ellentmondásba kerülni.)

## Művei
- Lied der Nibelungen
- Des Sängers Fluch
- Die Kapelle
- Der Wirtin Töchterlein
- Der Schenk von Limpurg
- Frühlingsglaube
- Der gute Kamerad
- Du kamst, du gingst mit leiser Spur,
- Einkehr („Bei einem Wirte wundermild …”)
- Schwäbische Kunde („Als Kaiser Rotbart lobesam …”)
- Das Schloss am Meer (ballada)
- Das Glück von Edenhall (ballada)
- Gedichte (Költemények, 1815)
  - köztük: „Das alte, gute Recht” (ballada, 1815)[1]

## Magyarul
- Heine, Uhland, Lenau költeményeiből; jegyz. Kohlbach Bertalan; Lampel, Bp., 1900 (Német könyvtár)
- Szemelvények Chamisso, Uhland, Heine és Lenau költeményeiből; összeáll., jegyz. Osztie József; Franklin, Bp., 1904